# Ouvrier, prends la machine
Ouvrier, prends la machine est un chant révolutionnaire français écrit en 1870 et mis en musique en 1874.

## Origines
Les paroles du chant sont écrites par Charles Keller en 1870 à Paris. La musique est composée en janvier ou février 1874 par James Guillaume, sous le pseudonyme de Jacques Glady,.

## Succès d'un refrain
On donne souvent comme titre à la chanson un des vers de son refrain :

« Nègre de l’usine,

Forçat de la mine,

Ilote du champ,

Lève-toi peuple puissant !

Ouvrier, prends la machine,

Prends la terre, paysan ! »

Pourtant, la chanson est d'abord publiée sous le titre Le Droit du travailleur, dans l’Almanach du peuple pour 1874, édité dans la ville jurassienne du Locle puis dans La Commune. Almanach socialiste pour 1877, à Genève. À cause des origines de Charles Keller, on l'appelle aussi L’Alsacienne. En 1877-1878, le refrain est repris en en tête de chaque numéro de l’Avant-Garde, organe de la Fédération jurassienne de l’Association internationale des travailleurs publié à La Chaux-de-Fonds, dans le Jura suisse. James Guillaume est le leader de la fraction bakouniniste de la Première Internationale, installée dans le Jura suisse. En conséquence, on appelle aussi cette chanson La Jurassienne.
En 1880, Élisée Reclus reprend le slogan Ouvrier, prends la machine, Prends la terre, paysan ! comme titre d'un article qu'il publie dans le journal anarchiste genevois Le Révolté.
La chanson est publiée pour la première fois en France par le journal de Paul Brousse, Le Prolétaire, sous le titre La Marseillaise des Travailleurs, le 15 juillet 1883.

## Analyse
Selon l'historienne Madeleine Rebérioux, cette chanson, comme L'Internationale, appelle à penser « l'unité des exploités des villes et des champs comme l'unité des prolétaires du monde entier ».